# 멤피스 쇼보츠 (2022년)
| 멤피스 쇼보츠 |                                                                    |
| 콘퍼런스      | USFL 콘퍼런스                                                      |
| 디비전        | USFL : 사우스 디비전 (2023년)                                      |
| 설립연도      | 2022년                                                             |
| 해체연도      |                                                                    |
| 역사          | 멤피스 쇼보츠 (2023년~현재)                                        |
| 경기장        | 시몬스 뱅크 리버티 스타디움                                        |
| 연고지        | 테네시주 멤피스                                                    |
| 소유주        | 폭스 코퍼레이션 대니 가르시아 드웨인 존슨 레드버드 캐피털 파트너스 |
| 회장          |                                                                    |
| 단장          |                                                                    |
| 감독          | 존 드필리포                                                        |
| 리그 우승     |                                                                    |
| 콘퍼런스 우승 |                                                                    |
| 디비전 우승   |                                                                    |

멤피스 쇼보츠(영어: Memphis Showboats)는 테네시주 멤피스을 연고지로 하는 UFL USFL 콘퍼런스 소속 미식축구 팀이다. 홈 경기장은 시몬스 뱅크 리버티 스타디움이다.

## 역대 홈경기장
| 경기장                      | 사용기간    | 수용인원 | 장소            | 비고 |
| --------------------------- | ----------- | -------- | --------------- | ---- |
| 멤피스 쇼보츠               |             |          |                 |      |
| 시몬스 뱅크 리버티 스타디움 | 2023년~현재 | 59,308명 | 테네시주 멤피스 | 빈칸 |